# Juliet Jacques
Juliet Jacques (Redhill, 3 de outubro de 1981) é uma escritora, jornalista e cineasta britânica. Ela é conhecida por escrever sobre suas experiências como mulher trans, bem como seus contos e críticas culturais, e também seus escritos críticos sobre futebol.
Jacques fundou e apresenta o programa de discussão sobre arte online Resonance FM Suite (212). Ela apareceu em dois episódios do podcast Media Democracy, discutindo a cobertura da mídia britânica sobre pessoas trans e não binárias na última década.
Jacques foi um dos membros fundadores da The Justin Campaign, criada em memória de Justin Fashanu, mais tarde renomeada para Football vs. Homophobia, como a primeira grande campanha do Reino Unido contra a homofobia no futebol.

## Primeiros anos e educação
Jacques nasceu em Redhill, Surrey e cresceu na vizinha Horley. Ela frequentou a Reigate Grammar School por dois anos, depois uma escola abrangente local, seguida pelo College of Richard Collyer em Horsham, West Sussex, estudando História na Universidade de Manchester e depois Literatura e Cinema na Universidade de Sussex. Jacques concluiu um doutorado em Escrita Criativa e Crítica na Universidade de Sussex em 2019.

## Carreira

### Atuação como escritora e jornalista
Jacques começou a escrever sobre cinema para uma publicação chamada Filmwaves, Cineaste e outras publicações sobre cinema, enquanto trabalhava em um emprego de entrada de dados em Brighton. Em 2007, ela publicou um livro sobre o autor de vanguarda inglês Rayner Heppenstall para a Dalkey Archive Press.
Um livro de memórias, intitulado Trans, foi publicado pela Verso Books em 2015, com base em uma série de postagens de blog chamada 'A Transgender Journey' que Jacques escreveu para o periódico britânico The Guardian online em 2010-2012, narrando a redesignação de gênero no NHS. O audiolivro foi narrado pela atriz trans Rebecca Root. Seu jornalismo, ensaios e crítica de arte sobre sujeitos trans foram coletados em uma antologia, Front Lines, publicada pela Cipher Press em 2022.
Jacques também escreveu uma coluna regular para o New Statesman  entre 2011 e 2015 sobre literatura, cinema, arte e futebol, e para a Frieze, The London Review of Books e outras publicações, incluindo uma seção para o livro Women in Clothes de Sheila Heti, publicado em 2014.
Uma coleção de contos, Variations, foi publicada pela Influx Press em 2021. Uma segunda coleção, The Woman in the Portrait: Collected Stories 2008-2024, foi publicada pela Cipher Press em 2024.
Uma novela ilustrada, Monaco, foi publicada pela Toothgrinder Press em 2023, autodescrita como 'uma espécie de diário de viagem, um álbum de fotos e um conjunto de cartas de amor agridoces (...) inspiradas em Nadja, de André Breton, e no meu amor pelo poeta proto-surrealista Guillaume Apollinaire.

### Atuação no cinema
Jacques realizou três curtas-metragens: Approach/Withdraw (2016), codirigido com a artista Ker Wallwork; You Will Be Free (2017), sobre o legado da crise do HIV/AIDS, narrado por Anna-Louise Plowman; e Revivification (2018), um documentário sobre arte e política queer e feminista na Ucrânia. Ela também interpretou a si mesma no filme Female Human Animal (2018), de Josh Appignanesi.

## Prêmios e indicações
Jacques estava na lista final do Prêmio Orwell em 2011 por 'A Transgender Journey'. Em 2012, ela foi escolhida como uma das jornalistas mais influentes da The Independent on Sunday Pink List, e também foi incluída na lista de 2013, 2014 e 2015. Ela também foi incluída na lista da revista Attitude dos 101 pioneiros LGBTQ+ em 2024. Em 2016, seu livro Trans: A Memoir foi selecionado para o Primeiro Prêmio de Livro do Polari LGBT Literary Salon. Em 2019, Val McDermid a escolheu como uma das dez escritoras LGBT+ britânicas para o International Literary Showcase do British Council.

## Vida pessoal
Jacques joga futebol e venceu o Shield com o Brighton Bandits na Copa do Mundo IGLFA de 2008. Jacques jogou pelo time feminino do Surrey em um amistoso contra a equipe amadora do Afeganistão em maio de 2022 e passou a temporada 2022-23 com o Clapton Community FC.
Durante vários anos, Jacques trabalhou como administrador no NHS, durante o período em que a Lei de Saúde e Assistência Social de 2012 foi implementada. Demitido em 2014, Jacques escreveu sobre esse período do NHS em um ensaio pessoal para o New Statesman.
Em 2020, Jaques apareceu no Christmas University Challenge, da BBC como parte da equipe da Universidade de Manchester, que chegou à final.